# NTFS
NTFS (kratica za New Technology File System) je standardni datotečni sistem v Windows NT in njihovih naslednikih Windows 2000, Windows XP in Windows Server 2003. Prejšnje različice operacijskih sistemov Windows (verzije 95, 98, 98SE in ME), ne morejo sami brati NTFS datotečnih sistemov, obstajajo pa pripomočki, ki jim to omogočajo.
NTFS je zamenjal Microsoftov predhodnji datotečni sistem FAT, ki se je uporabljal v MS-DOS-u in v zgodnejših verzijah operacijskih sistemov Windows. V NTFS datotečnem sistemu je nekaj izboljšav FAT-a, kot so: izboljšana podpora za metadata in uporaba naprednejših podatkovnih struktur za izboljšanje učinkovitosti, zanesljivosti, ter dodatne končnice liste za kontrolo varnostnih dostopov, journaling datotečnega sistema. Največja pomanjkljivost NTFS datotečnega sistema je zelo omejena podpora ostalim ne Microsoftovim operacijskim sistemom, ker je točna specifikacija poslovna skrivnost Microsoft-a.
NTFS ima pet verzij: v1.0, v1.1 in v1.2 ki jo najdemo v NT 3.51 in NT 4, v3.0 ki jo najdemo v Windows 2000 ter v3.1 ki jo najdemo v Windows XP in Windows Server 2003. Nove verzije imajo dodatne možnosti: Windows 2000 je uvedel kvote.